# Paulinho Dias
Paulo Henrique Dias da Cruz, gyakran egyszerűen Paulinho Dias (Belo Horizonte, 1988. május 13. –) brazil labdarúgó, az Athletico Paranaense középpályása.

## Klubcsapatokban
A Cruzeiro csapatában kezdett, a Série A-ban 2007. május 12-én mutatkozott be a Fluminense elleni, 2–2-es döntetlennel végződő mérkőzésen. Innen kölcsönbe adták az Ipatingához, majd miután a Cruzeiróval kötött szerződése lejárt a Marília klubhoz került 2009-ben. A Joinville-nél, a Guaratinguetánál és a Veranópolisnál töltött rövid kitérők után, 2012 nyarán a Chapecoenséhez igazolt. 2014 január 3-án az Athletico Paranaense csapathoz írt alá.
2017. július 28-án az Indiai Szuperligában szereplő Delhi Dynamos csapatához szerződött.